# Ctenomys argentinus
Ctenomys argentinus е вид бозайник от семейство Тукотукови (Ctenomyidae). Видът е почти застрашен от изчезване.

## Разпространение
Разпространен е в Аржентина.